# Monti Karatau
I monti Karatau (dal kazako Қаратау, «montagna nera»; in russo: Каратау) sono una catena montuosa del Kazakistan meridionale situata appena a nord del fiume Syr Darya. 
Presentano una geomorfologia unica e una geologia varia, e numerosi siti archeologici che mostrano numerosi stadi dell'evoluzione culturale dagli inizi del Paleolitico fino al Neolitico.

## Patrimonio dell'umanità
Questo sito è stato aggiunto tra i candidati alla lista dei patrimoni dell'umanità dell'UNESCO il 24 settembre 1998 nella categoria dei paesaggi culturali.